# درید منجم
دُرَید منجم (انگلیسی: Duraid Munajim؛ زادهٔ ۱۹۷۲ میلادی) فیلم‌بردار و کارگردان فیلم کویتی-کانادایی است. پدر او عراقی و مادرش ایرانی است.
او در سال ۱۹۷۲ میلادی در کویت، از پدری عراقی و مادری کویتی زاده شد و در سن ۱۷ سالگی به همراه خانواده‌اش به کانادا مهاجرت کرد و نخست، به تحصیل در رشتهٔ «انسان‌شناسی» در مونترآل پرداخت. سپس تحصیلات خود را در رشتهٔ فیلم‌سازی ادامه داد و از دانشگاه کنکوردیا کارشناسی خود را دریافت کرد.
از فیلم‌ها یا مجموعه‌های تلویزیونی که وی در آن‌ها نقش داشته‌است می‌توان به مهلکه و سی دقیقه پس از نیمه‌شب (تصویربردار اصلی) اشاره نمود.